# Марин Георгиев (революционер)
Вижте пояснителната страница за други личности с името Марин Георгиев.
Марин Георгиев е български революционер, Малешевски войвода и деец на Вътрешната македоно-одринска революционна организация.

## Биография
Марин Георгиев е роден през 1877 година в Стара Загора и учи в Самоковското железарско училище. Той е един от основателите на Тайния революционен кръжок „Трайко Китанчев“. През 1900 година е член на терористична група, действаща в Малешевско. Към 1903 година е избран за войвода в Малешевско. Марин Георгиев тръгва с четата на Христо Чернопеев като навлизат в Македония през Кюстендил. Месец по-късно са открити от турците и в завързалото се сражение край село Лески, загива на 24 април 1903 година.
- Никола Жеков, Крум Чапрашиков, Марин Георгиев, Тимо Ангелов, Никола Дечев, Велко Миков и Коста Мазнейков, март 1903 г. Източник Държавна агенция „Архиви“
- Никола Зографов и Велко Миков (отпред), Тодор Иванов и Марин Георгиев (отзад)